# Каратыгин, Максим Афанасьевич
Максим Афанасьевич Каратыгин  (1822, Меленковский уезд, Владимирская губерния — 1879, Муром, Владимирская губерния)— муромский купец 1-й гильдии, старообрядец.

## Биография
М. А. Каратыгин принадлежал к древнейшим муромским фамилиям. Как рядовые посадские люди Каратыгины упомянуты в описи Д. А. Бутурлина 8 февраля 1566 г. В выписи с писцовых книг Д. А. Бутурлина читаем «Во дворе Васка, Демка Гавриловы дети Каратыгины». Впоследствии, их следы теряются (в документах XVII в. они не упоминаются). Вероятно, они покинули Муром во время сильной эпидемии 1570 г., чтобы выжить. События Смутного времи и последующее закрепощение крестьян воспрепятствовали Каратыгиным вернуться в город. Исследователь В. Я. Чернышёв, благодаря тщательной работе с материалами Владимирского архива, смог точно установить, где жили Каратыгины до переезда в Муром. В купчих книгах муромского уезда читаем: «Лета 1852 г. ноября 19 дня муромская мещанская жена Мария Яковлевна Гундобина заняла у вольноотпущенного от графа Дмитрия Мамонова крестьянина Меленковского уезда деревни Угрюмовой Максима Афанасьевича Каратыгина денег серебром двести рублей сроком на три года…». Деревня Угрюмово находится недалеко от Мурома, поэтому предположение об уходе Каратыгиных города в XVI в. вполне может иметь место. Если это так, то в упомянутых документах 1566 г. Василия и Демьяна Гавриловичей Каратыгиных с некоторой натяжкой можно считать родоначальниками этой династии. Из текста вышепроцитированного документа следует, что Каратыгины были зажиточными крестьянами, и свой первоначальный капитал они скопили задолго до отмены крепостного права. Это дало им возможность выкупиться на волю, на рубеже 1853—1853 гг. перебраться в Муром и записаться в купечество. В купеческой ведомости за 1853 год находим более подробные сведения: «Купец третьей гильдии Каратыгин Афанасий Петров — 58 лет (возраст указан по 9-й ревизии 1850 г., следовательно, дата рождения — 1792 г.). У него сын Максим 27,5 лет (родился в 1822 г.). Капитал имеет благоприобретенный 2400 рублей».

## Предпринимательская деятельность
Первоначально М. А. Каратыгин был ростовщиком, давал деньги под проценты на определённый срок. 17 февраля 1858 г. к М. А. Каратыгину перешла дворовая и огородная земля уже известной нам М. Я. Гундобиной. Последняя не сумела вовремя вернуть взятые под залог 200 руб. серебром, в результате чего лишилась вышеозначенного имения, находившегося в Муроме в 62-м квартале, 11-й пропорции (в описываемое время кварталы с городской застройкой делились на так называемые «пропорции» — земельные участки, на которых возводились строения.).
9 апреля 1858 г. муромский купец 3-й гильдии М. А. Каратыгин ссудил коллежской секретарше В. Т. Успенской 300 руб. серебром мещанину Третьякову.
Каратыгин М. А. не только давал деньги под проценты, но и занимался выгодной в то время скупкой земли.
Максим Афанасьевич совершал и достаточно крупные финансовые операции. Например, 30 января 1869 г. купец 1-й гильдии М. А. Каратыгин купил у коллежского асессора Г. П. Толстого за 20 тыс. руб. 1398 десятин 2365 кв. сажен земли в сельце Окулове, пустошах Панцыревой, Викуловой и Глотовой.
В конце 1860-х — начале 1870-х гг. М. А. Каратыгин производил свои торговые операции совместно с муромским купцом 1-й гильдии Д. Л. Голубевым. Так, 31 мая 1869 г. Каратыгин и Голубев выкупили у Муромского дворянина штабс-капитана С. А. Есипова «в пустошах Масловой и Луг Маслов и в даче села Дедова и деревне Кравковой 1868 дес. 839 кв. сажен за 8800 руб.».
Впрочем, М. А. Каратыгин не только покупал, но и продавал с выгодой для себя приобретенные земли. 16 июля 1876 г. он продал землю (791 дес. 789 кв. сажен) крестьянам-собственникам в Дедове, деревне Кравковой и в пустош Масловой за 5310 руб.". В данном случае прибыль составила около 40 %.
В 1870-е г. М. А. Каратыгин владел водяной крупчатой мельницей в селе Мишино. В 1877 г. оценочная комиссия муромской земской управы оценила мельницу с хозяйственными постройками в 30 тыс. руб. серебром. Налог с этой суммы, в размере, 617 руб. 47 коп., поступал в земскую казну. Однако М. А. Каратыгин затеял судебное разбирательство, полагая, что мельница оценена неверно. Дело затянулось. Забегая вперед, необходимо отметить, что после смерти Максима Афанасьевича в тяжбу включилась его вдова, купчиха второй гильдии Анна Терентьевна. 18 июля 1879 г. последовало повторное описание мельницы. Согласно описи, мельница, крытая деревом, имела четыре этажа. Рядом находился хлев, кузница, два амбара для хлеба, баня, казарма для рабочих, сарай, службы, кухня, дом приказчика. Мельницу по-прежнему оценили в 30 тыс. руб.
Разбогатев, М. А. Каратыгин стал приобретать недвижимость в Муроме. Дом Г. А. Шведова (ул. Тимрязева, 3) он купил за 11 тысяч рублей серебром.
Через полгода (12 июня 1863 г.) М. А. Каратыгин выкупил за 300 рублей у братьев Шведовых большой сад, окружавший дом, за которым надолго закрепилось имя его владельца — «дом Каратыгина». Позднее Каратыгины стали владельцами двух каменных двухэтажных домов на Московской улице: № 5 и № 28.
Вскоре М. А. Каратыгин стал одним из известных финансовых лиц Мурома и не раз избирался на престижные должности. В начале 1870-х он входил в состав городской думы. 10 июля 1873 г. М. А. Каратыгин баллотировался в кандидаты директора городского банка.
К концу 70-х М. А. Каратыгин не раз жаловался на здоровье. 4 ноября 1874 г. «по случаю болезни и лишения зрения» он просил освободить его от обязанностей члена городской думы. Вскоре он умирает. Как приверженец старой веры М. А. Каратыгин был погребен на муромском старообрядческом кладбище. Оно размещалось на окраине города в 77 квартале.

## Семья
Семья Каратыгиных (как, впрочем, и любое другое купеческое семейство патриархального Мурома) считалась достаточно большой. Согласно купеческим спискам, у Каратыгина было четверо сыновей.
- Жена — Анна Терентьевна, из семьи старообрядцев.
  - Дочь — Агрипина, с 1868 года замужем за Василием Леонидовичем Голубевым (1846 — ?).
  - Сын — Иван (24 мая 1854 — ?) — муромский городской голова (1898—1902).
  - Сын — Дмитрий (1855 — ?)
  - Сын — Николай (1859—1884) был женат на Анне Игнатьевне. Дети.
  - Сын — Алексей (1868—1885)